# 坦克王
《坦克王》（日语：無限戦記ポトリス）為韓國網路遊戲瘋狂坦克改編的動畫。本作是一部由2003年4月至2004年3月間，開始在日本播放的動畫。
台灣東森幼幼台在2005年5月13日首播
週一至週五 下午4：30、晚上7：30重撥上午10：30，MOMO親子台2008年2月17起每週日17:00、2018年2月20週一~五18:00，曾在中華電信MOD上檔其2018年亦有重播。主要內容描述波特里斯騎士與異種人合作，並且對抗達克城的首領，以換取正義、自由與和平的故事。

## 故事簡介
坦克王的故事內容是敘述一場正義與邪惡的對抗，被邪惡統治的「波特里斯」星球，統治者爲了自己的野心，強迫市民建造「巴別塔」，並使居民活在水深火熱當中。正義波特里斯騎士的出現，與邪惡力量的對抗戰役正式展開。

## 出場角色

### 主要角色
衝動王
声 - 日本：川本克彦；台灣：陳宏瑋
「青龍坦克」。變身型態為青龍。正義波特里斯騎士團的領導者。擁有強烈的正義感及心思細膩的個性。與萬人迷和滅飛兄弟踏上打敗黑魔王的旅程。透過由馬的合體能與兩人進行「三位一體極光劍」、「超無限合體終極激烈彈」絕招。
與其他騎士相比沒有太突出的特殊機能，但有著其他騎士無法比擬的堅固裝甲。
在火山島取得了超級變身機能，不但多了飛行的機能，砲彈的威力也增強了數倍。利用由馬的左輪槍、特殊能力子彈可發動。
由馬
声 - 日本：白石涼子；台灣：蔣篤慧
在黑魔王啟動超時空破壞砲而被召喚至波特里斯星球的人類。被大家稱之為「異種人」。因為遺失了所有的記憶而與衝動王等人成為夥伴一同踏上旅程。
在火山島戰役時得到了鬼雷、搗蛋兄弟研發的左輪槍。他可以用這把左輪槍進行通訊、解析物質、監控(使用監控用子彈)、還能用特殊子彈發射出能量光罩，但最常用的還是超級變身子彈，讓衝動王等人超級變身，以及利用無限彈讓衝動王等人使用「超無限合體 終極激烈彈」。
最終回並沒有回去地球，而是繼續跟衝動王一行人留在波特里斯世界。至於後續的活動則沒有被官方交代。
「由馬」名字是取自於波克里斯世界裡的一種水果，而內涵豐富水分的「由馬果」是人類唯一能食用的食物。
萬人迷
声 - 日本：咲野俊介；台灣：林協忠
「白虎公爵」。變身型態為白虎。與衝動王和滅飛兄弟踏上打敗黑魔王的旅程。擁有好色與輕浮的個性，因此總是愛搭訕女孩子，但結果幾乎都是被對方發好人卡。
在火山島取得了超級變身機能，不但多了飛行的機能，砲彈的威力也增強了數倍。利用由馬的左輪槍、特殊能力子彈可發動。
阿滅
声 - 日本：茶風林；台灣：陳幼文
「鳳凰飛彈」。變身型態為鳳凰。導彈戰車的導彈部分。是阿飛的哥哥。口調語氣總是像個女生。
在火山島取得了超級變身機能，整體形象沒有太大改變，但臉部被黑色鎧甲所包覆。利用由馬的左輪槍、特殊能力子彈可發動。
阿飛
声 - 日本：神谷浩史；台灣：黃天佑
「鳳凰飛彈」。變身型態為鳳凰。導彈戰車的本體部分，是阿滅的弟弟。說話語氣也像哥哥一樣很女性化。
在火山島取得了超級變身機能，外型變得更像是鳳凰，且砲彈威力也增強了數倍。利用由馬的左輪槍、特殊能力子彈可發動。

### 正義波特里斯騎士團
大砲管
声 - 日本：三宅健太；台灣：黃天佑
「荒野迷宮的王者」。變身型態為牛魔王。個性豪邁大膽卻非常溫柔且愛哭，常為了保護夥伴而以身擋下攻擊。
變身後沒有了發射砲彈的機能，但多了強大的力量，以及磁石的能力(劇中唯一的磁石機能)。
弓箭手
声 - 日本：竹若拓磨；台灣：林協忠
「森林的戰士」。變身型態為獨角獸。個性冷靜的森林守護者。戰鬥時擅於速度。
擁有"毒弓刺"的機能，能夠發射有毒的砲彈(以電腦來說就是病毒)。
強投王
声 - 日本：立木文彦；台灣：黃天佑
「彈弓玄武」。變身型態為玄武龜。個性成熟穩重。身負著保護波特里斯評議委員的重責大任。
正義波特里斯騎士中唯一一個變身後同時擁有機槍及砲彈機能的騎士，變身後背上會有2支機槍，背殼打開後能發射"玄武離子彈"(破壞力相當強大)。
海神
声 - 日本：天田真人；台灣：林協忠
「大海男兒」。變身型態為海蠍獸（原作設定為人魚）。個性直率大方，過去似乎和章魚燒有著過節。與吉娜曾是戀人關係。
是正義波特里斯騎士中唯二的水戰用坦克(另一個為死對頭章魚燒)
鬼雷
声 - 日本：青山穣；台灣：陳幼文
「勇氣與智慧的飛天獅」。變身型態為飛天獅。搗蛋的哥哥，兄弟倆都是天才發明家兼科學家。
雖然變身後身上長有翅膀，但尚不知是否有飛行機能。
坦克型態的武裝"鬼雷手榴彈"是少數非能量砲的武器
由馬的左輪槍就是由鬼雷及其弟弟搗蛋所研發。
與弟弟搗蛋配合可使出「獅犬聯合烈焰」。
搗蛋
声 - 日本：岸尾大輔；台灣：黃天佑
「科學的三頭犬」。變身型態為三頭犬。鬼雷的弟弟，兄弟倆都是天才發明家兼科學家。
坦克型態的武裝"多連發飛彈"是少數非能量砲的武器
變身後的武裝"三頭犬地獄火"為劇中唯一的火焰發射砲
由馬的左輪槍就是由搗蛋及其兄長鬼雷所研發
與哥哥鬼雷配合可使出「獅犬聯合烈焰」。

### 黑魔王軍團
黑魔王
声 - 日本：土師孝也；台灣：黃天佑
欲統治波特里斯世界而率領邪惡兵團展開侵略的獨裁者。在根據地的達克城逼迫波特里斯居民建造巴別塔及強大武器，並將其他居民解體當製作材料。
見光死
声 - 日本：目黒未奈；台灣：林佑俽
變身型態為翼手龍（原作設定為雙足飛龍），背叛了正義波特里斯騎士加入黑魔王軍團。
黑魔王軍團三幹部的隱性隊長。大部分的重大任務都由她執行。
因遭到黑魔王拋棄認清了黑魔王的真面目，在最終戰役時出現幫助正義波特里斯騎士，並且為破壞黑暗戴斯特羅亞的「玄武離子彈」貢獻了力量。
章魚燒
声 - 日本：上田祐司；台灣：陳宏瑋
變身型態為章魚怪（原作設定為烏賊怪）。黑魔王軍團三幹部之一。個性優柔寡斷。
是正義波特里斯騎士中唯二的水戰用坦克(另一個是死對頭海神)。
因遭到黑魔王拋棄認清了黑魔王的真面目，在最終戰役時出現幫助正義波特里斯騎士，並且為破壞黑暗戴斯特羅亞的「玄武離子彈」貢獻了力量。
馬後炮
声 - 日本：杉本ゆう；台灣：郭馨雅
變身型態為禿鷹。黑魔王軍團三幹部之一。個性狂妄，常和章魚燒鬥嘴。有一支視為分身的衛星雷射，戰鬥時常常召喚來作為掩護。
因遭到黑魔王拋棄認清了黑魔王的真面目，在最終戰役時出現幫助正義波特里斯騎士，並且為破壞黑暗戴斯特羅亞的「玄武離子彈」貢獻了力量。
黑龍
声 - 日本：小杉十郎太；台灣：林協忠
變身型態為黑龍。經由黑魔王之手而誕生的波特里斯騎士，對打敗衝動王的使命相當執著。
原始版本手部平常是保持有4支槍管的機槍型態，但必要時刻能分裂成4隻手指。
黑龍是黑魔王創造出的第一個可變身的波特里斯生命體，雖然變身時不會有正義波特里斯騎士額頭上的徽章，但在最後第52集時能清楚看到它的徽章與衝動王的非常相似。
擁有相當了得的「空間移轉」機能，全劇只有黑龍及紅龍有這項機能。
在27集接受了黑魔王的強化改造手術，不但威力大幅提升，連武器也更多元化。原先的手部機槍變成了一隻大手掌，每隻手指更是配備了一門砲，腳上也裝備了強力的砲彈。
認為自己存在的目的就是要打敗衝動王，但他認為黑魔王的行動在阻礙自己的任務，所以最後戰役決定幫助正義波特里斯騎士對抗黑暗戴斯特羅亞，並且為破壞黑暗戴斯特羅亞的「玄武離子彈」貢獻了力量。黑魔王被消滅之後跟衝動王約定，總有一天要一決高下。
紅龍
声 - 日本：泉尚摯；台灣：陳幼文
變身型態為紅龍。以黑龍的複製而再生出的波特里斯生命體。與黑龍相同沒有自己的情感。出言只會說單詞或發出叫聲。
外型與原始版的黑龍相似，不同之處在於臉上的砲變成了六管機槍，肩上的機槍變成了數發飛彈，外觀為紅色。擁有特殊射線，能夠讓對手短時間內動彈不得。
黑魔王打從一開始就是為了取得與異種人結合的資料才創造紅龍，因此紅龍被創造出來後很快的，黑魔王就召喚了第二異種人「狙擊手異種人 艾歐」。
最終因裝甲不夠強，無法負荷艾歐的活體能量（最大值），被衝動王攻擊了破損之處而被破壞。
艾歐
声 - 日本：宮田幸季；台灣：林佑俽
第43話登場的狙擊手異種人，不斷地追殺著由馬。與紅龍一同行動並能與其融合為一體。
與由馬的武器不同，艾歐擅使光線鞭子，能夠用這把鞭子跟正義波特里斯騎士相抗衡。
黑魔王打從一開始就是要利用他來操控黑暗戴斯特羅亞，所以在艾歐殺死由馬之後決定離去，卻被黑魔王到處追捕。
知曉黑魔王在利用自己後把所有的活體能量灌注到已死的由馬身上，讓由馬甦醒過來，但自身卻被黑魔王完全吸收，黑魔王也因此能夠跟黑暗戴斯特羅亞結合。在最終回以靈魂姿態給予了由馬提示後消失。
大黑邪神王
是在第11集由黑魔王下令，見光死督造的超級武器，外型是一個巨大的立方體裝置在履帶車上，頭頂設置了一門破壞力強大的巨砲。
原本準備攻擊北方大地，但在衝動王等人及反抗組織的作戰下，最終因損壞的機身受不了極寒之地的暴風雪而被凍壞。
護林坦克
第14集登場。出場時已經身受重傷，原為黑魔王軍團的俘虜，為了活命而當了間諜，但他無法忍受這樣的自己，所以背叛黑魔王軍團逃了出來，因此遭到飛天蜻蜓的追殺。
衝動王答應送他回故鄉，只是他的視覺機能已被破壞，且故鄉也已被摧毀。在無法親眼看見故鄉的遺憾，以及衝動王不敢說出的真相中離開了世界。
報亡鳥
第19集登場。原先是一個心狠手辣的賞金獵人，每次執行任務前都會放出預言。曾經敗給衝動王。後接受了黑魔王軍團的強化改造，不但提升了裝甲強度，還有了隱身的機能。一開始依照放出的預言重傷了滅飛兄弟、萬人迷，但在準備暗殺衝動王之時因太陽暴露了位置，被衝動王反殺。雖然衝動王等人用了三位一體極光劍對付他，但因受傷無法提高到最大能量，所以未能殺死他，最後是衝動王把一條電線纏到他身上用閃電把他破壞的。
大魔音
第34集登場。平時作為沉默山丘的巨大砲台基地，底下裝有強力電磁波設備、黏著劑砲彈。在最終依照馬後炮的指令變成了一台擁有像章魚觸角的移動砲台，相當巨大，曾把萬人迷、大砲管逼到絕境。
所在地之所以命名為沉默山丘，是因為凡是親眼看到大魔音的人都會啞口無言，恐懼得不敢出聲。
托斯卡1號
第31集登場。本名豆豆，菈菈的弟弟，是運河上最靈活的潛水艇型坦克，被黑魔王軍團抓走、改造，水中作戰相當靈敏。
章魚燒在他身上裝置了炸藥，本想把衝動王等人全都炸死，但被衝動王用降低了威力的砲彈打掉了裝甲，洗腦裝置也同時被破壞了，因而恢復了正常。
黑暗戴斯特羅亞
曾經是狙擊手異種人用來消滅異種人的最強武器，但力量過強而成了毀滅世界的兵器。現有四個零件散落於波特里斯世界各角落。
阿魯達洛伊德長老長年保管其中一個零件，最後也為守護零件而身亡。
現存四個零件遭到黑魔王奪去三個，其中一個被破壞，但黑魔王仍然用士兵的殘骸讓最強武器重現於世
開始時因為裝甲不夠強，無法承受艾歐的活體能量而故障，但黑暗隱密隊"紅之陽炎"的犧牲完善了裝甲的強度。再後來與黑魔王的融合更是重現了過去毀滅世界的力量
外型與蠍子相似: 相當巨大，且力量十分強大，所有正義波特里斯騎士到齊也難以阻擋。
波特里斯士兵
声 - 日本：?；台灣：?
是黑魔王軍團的普通士兵，通常由司令官、指揮官所統領，外型通常是類似衝動王變身後的機器人身體+履帶的腳(但體型比衝動王小很多)，雙手皆裝備了一挺機槍，有部分的為了應付水下戰鬥經過改裝，改成雙臂各有一門水壓砲。少部分的是體型較大，雙手裝備了飛彈的士兵，但通常只用於陸戰。
空戰部分有許多戰鬥機、直升機外型的士兵，通常直升機配備的是2挺機槍，而戰鬥機型的配備了2門能量光束砲。
在第39集達克城失守的戰役中出現了許多「量產型黑龍」，也是跟士兵同樣的存在，外型、功能跟原始版本的黑龍相同，但沒有空間轉移的能力，顏色為綠色。無論是攻擊力、裝甲強度皆不如黑龍，且沒有變身能力，是作為消耗士兵投入的機種。
黑魔王軍團軍用列車
是黑魔王軍團運送零件、俘虜的列車，車頭本身是波特里斯生命體，只會接收命令。
黑魔王軍團指揮官
是在黑魔王取得變身機能的秘密後打造出的生命體，變身後外型多以動物居多。
蜈蚣怪：第3集登場，變身後外型酷似蜈蚣
掘地鼠：第5集登場，變身後外型酷似地鼠
蜘蛛王：第6集登場，平時偽裝成山丘，一旦出馬則變成一隻巨大的蜘蛛
螳螂怪：第7集登場，變身後外型酷似螳螂。因在陷阱之地與衝動王相處了一段時間，所以衝動王對他的死相當不捨
大毒蜂：第8集登場，變身後外型酷似蜜蜂
獵鷹：第10集登場，變身後外型酷似老鷹
飛天蜻蜓：第14集登場，變身後外型酷似蜻蜓。擁有相當優秀的複眼裝置，視覺是普通市民的一萬倍
勇壯犀牛：第16集登場，變身後外型酷似犀牛
大金剛：第18集登場，變身後外型酷似猩猩
間諜：第20集登場，變身後外型酷似胡狼，擅用炸彈進行破壞，是偽裝成消防車"阿傑塔"的指揮官
猛毒蠍：第21集登場，變身後外型酷似毒蠍
穿山甲：第23集登場，變身後外型酷似犰狳，是偽裝成醫生的指揮官
地游鯊：第28~29集登場，變身後外型酷似鯊魚，可以在沙漠的地底行動
毒泡蟹：第30集登場，變身後外型酷似螃蟹，口中可吐出癱瘓電子機能的泡沫
河鱉獸：第31集登場，變身後外型酷似甲魚，但脖子不能身長，且長著像水蜘蛛的腳
地蜇王：第33集登場，變身後外型酷似水母
希德洛：第35集登場，變身後外型酷似海星，擁有分裂再生的特殊機能，只要再生機能沒被破壞，被擊碎的身體會分裂成更多分身

### 黑暗隱密隊
在黑魔王軍團裡從事諜報活動的秘密部隊（非黑魔王創造）。與三幹部（見光死、章魚燒、馬後炮）關係不和睦。
紅
声 - 松井菜桜子；台灣：林佑俽
「紅之陽炎」。黑暗隠密隊的隊長。攻擊方式與忍術相似。
萌黄
声 - 斉藤貴美子；台灣：蔣篤慧
「萌黃之砂塵」。綠色的鑽頭型坦克。
山吹
声 - 山下亜矢香；台灣：郭馨雅
「山吹之虛空」。黃色的機翼型坦克。
淺黃
声 - 葛谷知花；台灣：郭馨雅
「淺黃之水天」。藍色的飛魚型坦克。

### 其他角色
舞孃吉娜
聲 - 日本：?；台灣：?
第22集出場，是一位漂亮的女性坦克。過去曾與海神是戀人，但此事被章魚燒知道了，被迫選擇當間諜或是當廢鐵。
小潔
聲 - 日本：?；台灣：蔣篤慧
波特里斯評議委員，其父為衝動王所敬重。
阿魯達．洛伊德長老
聲 - 日本：?；台灣：?
波特里斯評議會的長老，知曉異種人、波特里斯騎士、最強兵器的秘密，並且保管著最強兵器的其中一個零件。
黑暗隱密隊的紅前來搶奪零件時順便奪取了長老電子腦的資料，長老因而死亡。死後由強投王立碑。
阿斯達休
聲 - 日本：?；台灣：陳幼文
第28、29集登場。佩爾塔克市的警備隊長。由於佩爾塔克市有著豐富的石油資源，所以黑魔王打算佔領此地，阿斯達休勇敢的反抗著黑魔王軍團的威脅，並且時時警惕著懦弱的市長身邊的可疑人士(黑魔王軍團指揮官"地游鯊"偽裝的人)。
菈菈
第31集登場。運河上的潛水艇型市民，弟弟被黑魔王軍團抓走，改造成了戰鬥兵器「托斯卡一號」。
希望能救出弟弟豆豆，所以協助衝動王一行人的作戰。
老坦克
聲 - 日本：?；台灣：陳幼文
第35集出場，年紀相當的大，從外形看到處是修補過的痕跡，打算靠自己擊敗黑魔王，但發射出的砲彈連破壞士兵都不能，只能短時間內擊昏士兵
為衝動王擊敗希德洛提供了幫助。讓衝動王發現希德洛的再生機能在頭部。

## 工作人員
- 企劃 - SUNRISE、SBS Productions
- 原案 - Internet Online Game「FORTRESS」
- 企劃協力 - DONG WOO ANIMATION
- 劇本導演 - 飯岡淳一
- 系列構成 - 藤田伸三
- 動畫導演・人物設計 - 高谷浩利、Yoon Seok-Ho
- 美術發想 - 青木智由紀
- 美術 - 東條俊寿、Lee Hoey Young
- 色彩設計 - 齊藤恵
- 音響導演 - 三好慶一郎
- 音樂製作人 - 真野昇、中道秀雄、前山寬邦
- 音樂 - 椎名KAY太、福島祐子
- 音樂協力 - TV東京MUSIC
- ＯＰ・ＥＮＤ動畫 - 二宮常雄、Park Woo Hyun、Hong You Mi、Choi Jin Hee、Lee Eun A、Park Mi Young、Park Moon Hee、Choi Jong Min、Yu Myung Hee、Hong Eun A
- 數位編集 - 森田清次
- 作協調管理 - Cho Kum Nam
- 總導演 - 鴫野彰、Nam Jong Sik
- 製作人 - 青木俊志（TV東京）、笹田直樹、長谷川徹
- 製作 - TV東京、NAS、SUNRISE

### 配音工作人員
臺灣國語版
- 中文配音 - 黃天佑、林協忠、蔣篤慧、陳宏瑋、林凱羚、陳幼文、郭馨雅
- 亞米可中文製作著作

## 主題曲
片頭曲
「超時空的DNA」（前期：第1集－第26集、第52集(ED)）
作詞・作曲 - 小幡英之 / 編曲 - audio highs / 歌 - COOL
「大地 no SCRUM」（後期：第27集－第52集）
作詞 - 小幡英之 / 作曲 - 井上大輔 / 編曲 - audio highs / 歌 - ENVY
片尾曲
「ALIVE〜the way to there〜」（前期：第1集－第26集）
作詞 - 真木須TOMO子 / 作曲 - 椎名KAY太 / 編曲 - 吉川慶 / 歌 - COOL
「HAREBARE Hello,Days」（後期：第27集－第51集）
作詞 - Batu Buian / 作曲 - 高見優 / 編曲 - audio highs / 歌 - ENVY

## 外部連結
- SBS官方網頁（網頁已結束）